# بريسيلا أوبال
بريسيلا أوبال (بالإنجليزية: Priscila Uppal)‏‏ (30 أكتوبر 1974 - 5 سبتمبر 2018) هي شاعرة وروائية وكاتبة مسرحية كندية، وُلدت في 30 أكتوبر 1974 في أوتاوا، أونتاريو. تَخرجت من مدرسة هيلكريست الثانوية في عام 1993، ودرست الأدب والكتابة الإبداعية في جامعة يورك في تورونتو.
تُوفيت في 5 سبتمبر 2018 بعد إصابتها بساركومة زليلية.